# Richard Haddock
Cet article concerne amiral britannique. Pour son fils, également Comptroller of the Navy, voir Richard Haddock (1673-1751).
Sir Richard Haddock (vers 1629 – 26 janvier 1715) est un officier de marine britannique. Il sert dans la Royal Navy pendant les guerres anglo-néerlandaises, et parvient au grade d'Admiral en août 1690.

## Biographie

### Origines et jeunesse
Haddock naît dans une famille de marins dont un certain nombre se sont distingués avant lui. Son grand-père, également nommé Richard Haddock, avait été remercié par le gouvernement anglais en 1652, ayant occupé des postes de commandement sous le règne de Charles Ier et sous le régime parlementaire qui suivit ; il commande le HMS Victory en 1642, l’Antelope en 1643-1644, le John en 1644 et l’Unicorn en 1648. En 1652, il sert comme Vice-Admiral commandant le HMS Vanguard. Son père, William Haddock, commande plusieurs navires marchands, il est nommé le 14 mars 1651 pour commander l’America, un navire armé par le Commonwealth d'Angleterre. Il sert pendant la première guerre anglo-néerlandaise et combat en 1653. Pour ses services, il reçoit une médaille en or. William Haddock, initialement installé à Deptford, déménage par la suite dans le Kent. Il aura plusieurs enfants, dont plus d'un le suivront dans la Navy, parmi eux Richard.

## Débuts dans la Royal Navy et premiers commandements

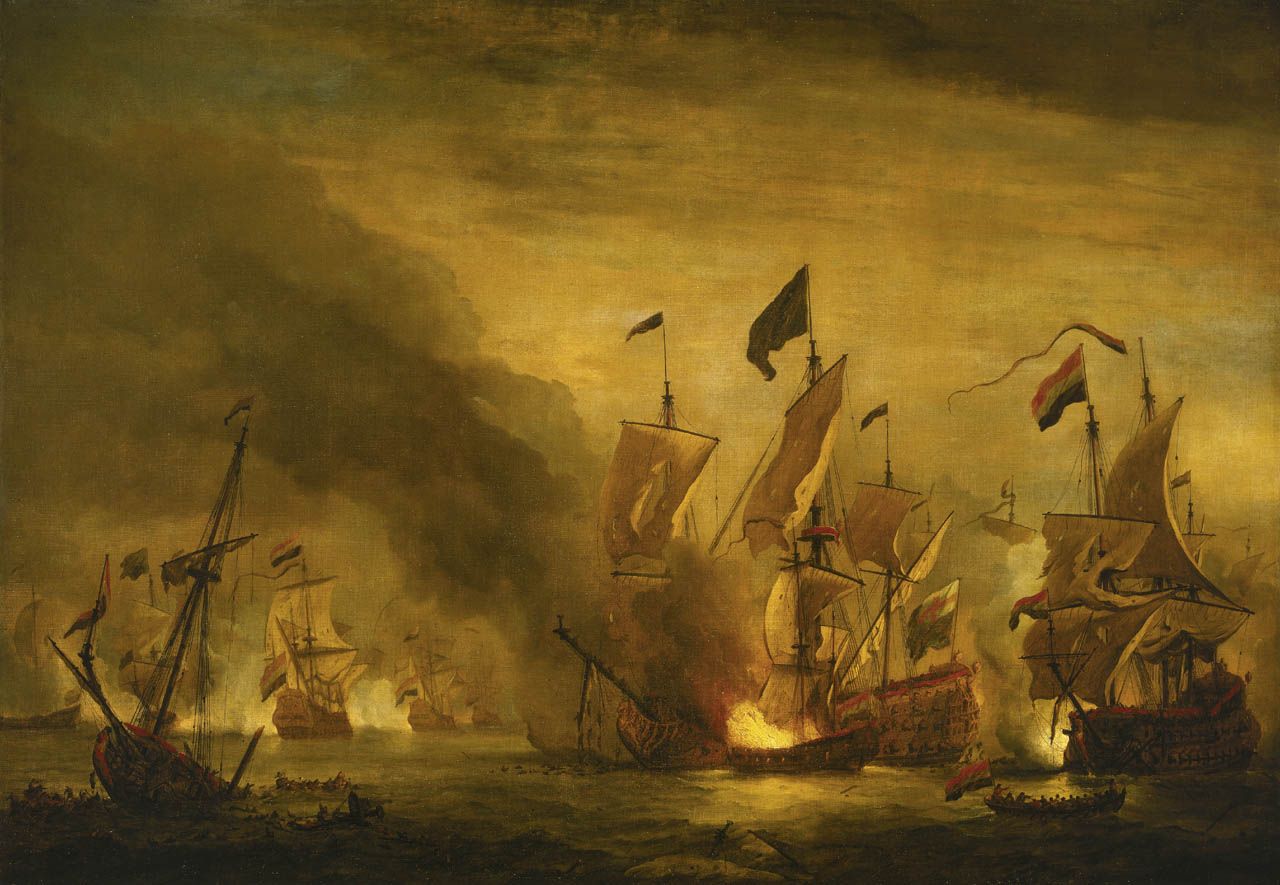
Le HMS Royal James commandé par Haddock, est incendié par des brûlots hollandais.

Richard Haddock reçoit le commandement du HMS Dragon de 1656 à 1660, mais il est ensuite sans affectation jusqu'en 1666 date à laquelle il reçoit le commandement du HMS Portland, de 50 canons, le 14 juin 1666. Pendant cette période, il commande l'une des compagnies envoyées à l'attaque d'Ulie et Schelling en août 1666. Il cède le commandement du Portland le 9 novembre 1667.
Avant le déclenchement de la troisième guerre anglo-néerlandaise en 1672, Haddock est nommé capitaine du HMS Royal James de 100 canons, le 18 janvier de cette même année ; il est sur ce vaisseau à la bataille de Solebay le 28 mai. Le Royal James est alors le navire amiral de l'Admiral Sir Edward Montagu, 1er comte de Sandwich. Le Royal James conduit les bâtiments de l'escadre bleue et attaque le vaisseau de Willem Joseph van Ghent. Il doit ensuite combattre contre un nombre important de vaisseaux et de brûlots hollandais. Bien qu'il soit parvenu à mettre un certain nombre de ces vaisseaux hors de combat et qu'il ait contraint celui du contre-amiral Jan van Brakel à se retirer, le Royal James est incendié par les Hollandais. Haddock est blessé au pied, et voyant que le navire était condamné, il tente de persuader le comte d'abandonner le navire. Montagu refuse, et Haddock saute à l'eau. Il survit et est récupéré par un autre vaisseau anglais. Montagu est tué dans le naufrage.
Haddock rentre à Londres et rencontre le Roi Charles II. Le roi lui témoigne sa reconnaissance pour ses actions pendant le combat et, comme une marque de faveur, il ôte une calotte en satin de sa tête et la place sur celle de Haddock. Le couvre-chef est conservé dans la famille pendant de nombreuses années avec une note portant l'inscription suivante : « This satin cap was given by King Charles the second, in the year 1672, to Sir Richard Haddock, after the English battle with the Dutch, when he had been captain of the Royal James, under the command of the Earl of Sandwich, which ship was burnt, and Sir Richard had been wounded. Given him on his return to London. »
Haddock reçoit le commandement du HMS Lion, vaisseau de troisième rang, le 7 novembre 1672, qu'il conserve jusqu'au 1er février suivant. Il reçoit le 2 février 1673 le commandement du HMS Royal Charles, de premier rang, navire amiral du prince Rupert, tout juste sorti du chantier naval. Il combat avec lors des batailles de Schooneveld les 7 juin et 14 juin 1673. À l'issue du second combat, le 15 juin 1673 il passe aux commandes du HMS Sovereign of the Seas, qu'il cède le 30 juin, et il est rapidement nommé Commissioner of the Navy surnuméraire le 18 août 1673.
Il est fait chevalier le 3 juillet 1675,. Hadocck est nommé Comptroller of the Navy le 2 février 1682, un poste qu'il occupe jusqu'au 17 avril 1686. Il est également nommé capitaine du HMS Duke le 3 juin 1682, mais son dernier commandement à la mer ne devait durer que 18 jours, prenant fin le 21 juin.

### Carrière politique et nominations ultérieures
En 1683, il est nommé premier Commissioner of the Victualling Office, un poste qu'il occupe jusqu'en 1690. Il entre en politique en 1678, étant élu Member of Parliament pour Aldeburgh. Il représente New Shoreham en 1685, et juste avant l'accession de Guillaume III au trône il est à nouveau Controller of the Navy le 12 octobre 1688, un poste qu'il conserve jusqu'à sa mort le 26 janvier 1715,. Il est nommé commandant en chef adjoint de la flotte envoyée en Irlande en 1690, en compagnie du Vice Admiral Henry Killigrew et de Sir John Ashby. Ils commandent la flotte depuis le HMS Kent. Ils restent au commandement de cette flotte jusqu'à l'hiver, date à laquelle cette dernière rentre en Angleterre. Ils démissionnent et sont remplacés par l'Admiral Edward Russell. Haddock se retire du service actif, il meurt à Londres le 26 janvier 1715 à l'âge d'environ 85 ans. Il est inhumé dans le caveau familial de Leigh-on-Sea dans le cimetière de l'église St Clement le 6 février.

## Mariages et descendance
Sir Richard Haddock épouse en premières noces Elizabeth « Lydia » Wilkinson, fille d'Henry Wilkinson et de Joane Cannon, le 13 février 1648 à St Katharine's by the Tower. De cette union naissent trois enfants :
- Jeane (qui épouse John Greene en 1672) ;
- John (qui part pour l'Amérique) ;
- Richard[9].

En secondes noces, il épouse Elizabeth Hurleston, fille de l'amiral Nicholas Hurleston et d'Anna Moyer, le 24 juillet 1671 à St Botolph-without-Bishopsgate avec qui il a sept enfants :
- Martha qui épouse Dennis Lyddoll ;
- Richard (v. 1673 - 21 avril 1751) capitaine de vaisseau ;
- William ;
- Elizabeth ;
- Joseph Haddock, capitaine de vaisseau ;
- Nicholas Haddock (1685–1746) Admiral of the Blue ;
- Lydia[9].

Le neveu de Sir Richard, également prénommé Richard, sert dans la Navy et commande le brûlot Anne and Christopher à la bataille de Solebay, il se fait remarquer par sa bravoure. Le frère de Sir Richard, Joseph Haddock, fera également carrière dans la marine comme Lieutenant pendant la troisième guerre anglo-néerlandaise, commandant par la suite le HMS Swallow en 1678. Le fils ainé qu'il a de son second mariage, Richard, suit aussi son père dans la Navy et en avril 1734 il est nommé au poste jadis occupé par son père de Controller of the Navy,. Enfin son fils, Nicholas, se distinguera lui aussi et parviendra à la fin de sa carrière à la dignité d'Admiral of the Blue,.

## Sources et bibliographie
- (en) A. J. Dunkin, The Archaeological mine, antiquarian nuggets relating to Kent, Londres, John Russell Smith, 1855, « The Haddocks of Wrotham », p. 43–48
- (en) The Gentleman's Magazine, F. Jefferies, 1865, « Destruction of Church Monuments in Essex »
- (en) Joseph Haydn, The Book of Dignities : Containing Rolls of the Official Personages of the British Empire… from the Earliest Periods to the Present Time… Together with the Sovereigns of Europe, from the Foundation of Their Respective States ; the Peerage of England and Great Britain, Longmans, Brown, Green, and Longmans, 1851, « Statesmen and State Officers »
- (en) John Charnock, Biographia Navalis : Or, Impartial Memoirs of the Lives and Characters of Officers of the Navy of Great Britain, from the Year 1660 to the Present Time ; Drawn from the Most Authentic Sources, and Disposed in a Chronological Arrangement, R. Faulder, 1794
- (en) Cooper, Haddock Heritage, Third Edition, 2004